# Đau xương
Đau xương (còn được gọi là y khoa bởi một số tên khác) là đau đến từ trong xương. Nó xảy ra như là kết quả của một loạt các bệnh và/hoặc điều kiện thể chất và có thể làm giảm nghiêm trọng chất lượng cuộc sống.
Đau xương thuộc về loại đau soma sâu, thường trải qua như một cơn đau âm ỉ mà bệnh nhân không thể xác định chính xác. Điều này trái ngược với cơn đau được truyền đi bởi các thụ thể bề ngoài, ví dụ, da. Đau xương có thể có một số nguyên nhân có thể từ căng thẳng thể chất rộng rãi đến các bệnh nghiêm trọng như ung thư.
Trong nhiều năm, người ta đã biết rằng xương được kết nối bẩm sinh với các tế bào thần kinh cảm giác. Tuy nhiên, giải phẫu chính xác của chúng vẫn còn mơ hồ do các đặc tính vật lý tương phản của xương và mô thần kinh. Gần đây, người ta thấy rõ các loại dây thần kinh bị bẩm sinh thuộc bộ phận nào của xương. Lớp periosteal mô xương rất nhạy cảm với đau đớn và một nguyên nhân quan trọng của đau trong một số điều kiện gây bệnh đau xương, như gãy xương, viêm xương khớp, v.v... Tuy nhiên, trong một số bệnh của endosteal và haversian cung cấp dây thần kinh dường như đóng một vai trò quan trọng, ví dụ như trong nhuyễn xương, hoại tử xương, và các bệnh xương khác.   Do đó, có một số loại đau xương, mỗi loại có nhiều nguồn gốc tiềm năng.

## Sinh lý bệnh
Kích thích các sợi thần kinh nhạy cảm chuyên biệt (nociceptors) mà mô xương bẩm sinh dẫn đến cảm giác đau xương. Đau xương bắt nguồn từ cả hai màng xương và tủy xương mà tiếp nociceptive tín hiệu đến não tạo ra cảm giác đau đớn. Mô xương được bẩm sinh bởi cả tế bào thần kinh cảm giác myelin (A beta và A delta) và tế bào thần kinh cảm giác không myelin (sợi C). Kết hợp lại, chúng có thể cung cấp một cơn đau ban đầu, được bắt đầu bởi các sợi myelin nhanh hơn, sau đó là một cơn đau âm ỉ chậm hơn và kéo dài hơn được bắt đầu bởi các sợi không myelin.
Nociceptors chịu trách nhiệm cho đau xương có thể được kích hoạt thông qua một số cơ chế bao gồm suy giảm các mô xung quanh, phá hủy xương, và căng thẳng về thể chất mà cắt xương, mạch máu, cơ và mô thần kinh.

## Điều trị
Việc sử dụng thuốc gây mê trong xương thực tế đã được điều trị phổ biến trong vài năm. Phương pháp này cung cấp một cách tiếp cận trực tiếp bằng cách sử dụng thuốc giảm đau để giảm cảm giác đau.
Một phương pháp khác thường được sử dụng để điều trị đau xương là xạ trị, có thể được sử dụng an toàn với liều thấp. Xạ trị sử dụng các đồng vị phóng xạ và các hạt nguyên tử khác để làm hỏng DNA trong các tế bào, do đó dẫn đến chết tế bào. Bằng cách nhắm mục tiêu các khối u ung thư, xạ trị có thể dẫn đến giảm kích thước khối u và thậm chí phá hủy khối u. Một hình thức xạ trị thường được sử dụng trong các trường hợp ung thư xương là liệu pháp đồng vị phóng xạ toàn thân, trong đó các đồng vị phóng xạ nhắm vào các phần của xương đặc biệt là di căn.
Trong trường hợp gãy xương, điều trị phẫu thuật nói chung là hiệu quả nhất. Thuốc giảm đau có thể được sử dụng kết hợp với phẫu thuật để giúp giảm đau xương bị tổn thương.